# Agrotis unicolor
Agrotis unicolor är en fjärilsart som beskrevs av Barend J. Lempke 1962. Agrotis unicolor ingår i släktet Agrotis och familjen nattflyn. Inga underarter finns listade i Catalogue of Life.